# نظام المسح
نظام الكسح هو جهاز طبي يستخدم في المستشفيات. يتم استخدام هذا الجهاز لتجميع الغازات أو الأدوية البخاخة بعد ان يقوم المريض بزفيرها أو في حالة مغادرة منطقة المريض. غالبًا ما يستخدم لجمع التخدير ، ويمكن استخدامه أيضًا لجمع كل أنوع الغازات أو الأدوية البخاخة المخصصة للمريض ولا ينبغي أن يتنفسها أفراد الطاقم الطبي.
يقوم نظام تنظيف غاز التخدير في غرفة العمليات بتجميع وإزالة الغازات العادمة من دوائر التهوية والتنفس الخاصة بالمريض. للحفاظ على مستوى الغازات العادمة في غرفة العمليات أقل من الحد المسموح به قانونًا ، عادة ما يكون تنظيف غازات النفايات مطلوبًا بموجب القانون. على سبيل المثال ، في المملكة المتحدة ، تكون الحدود عادة 50 جزء في المليون للتخدير المتطاير المهلجن و 100 جزء في المليون لأكسيد النيتروز (باستثناء الهالوثان ، وهو 10 جزء في المليون). الدول الأخرى لديها معايير مختلفة للتلوث البيئي المحلي ، مثل الحد الأقصى 25 جزء في المليون لأكسيد النيتروز والحد الأقصى 2 جزء في المليون للغازات المتطايرة المهلجنة. بالإضافة إلى الحاجة القانونية ، يعد الحفاظ على مكان عمل آمن والحد من التعرض للغازات التي يحتمل أن تكون خطرة من متطلبات الصحة المهنية.
فيما يلي الأجزاء المفيدة بشكل أساسي لنظام تنظيف غازات التخدير:
1. كفن أو تجميع مع صمام تحرير يسمح للغاز العادم بالخروج من دائرة التهوية أو التنفس.
2. شبكة نقل أنبوبية تنقل الغازات العادمة إلى واجهة الكسح.
3. واجهة الكسح وخط التخلص لنقل الغاز العادم عبر منفذ المحطة
4. نظام الإخلاء السلبي ، أو نظام التخلص من غاز التخدير / الفراغ الطبي ، أو كليهما.